# یک پلیس
یک پلیس (فرانسوی: Un flic‎) که در ایران با نام دایرهٔ مرگ پخش شد، فیلمی در ژانر جنایی، نئو نوآر و سرقت به کارگردانی ژان-پیر ملویل است که در سال ۱۹۷۲ منتشر شد.

## بازیگران
- آلن دلون
- کاترین دنو
- ریچارد کرنا
- ریکاردو کوچولا
- پل کروچه
- ژان دسایی
- مایکل کنراد
- پاملا استنفورد